# Orust
Orust (em sueco: Orust kommun;  ouça a pronúncia) é uma ilha sueca da província histórica da Bohuslän, hoje parte do condado da Västra Götaland.
É a quarta ilha do país, a seguir à Gotlândia, à Olândia e a Södertörn-Nacka.
Banhada pelo Escagerraque, está separada do continente e da ilha de Tjörn por fiordes e estreitos.
Forma a Comuna de Orust juntamente com outras ilhas, entre as quais Käringön, Härmanö, Gullholmen, Flatön, Malö e Lyrön.
Henån é a localidade mais importante da ilha.